# Deutsche Bundesbahn

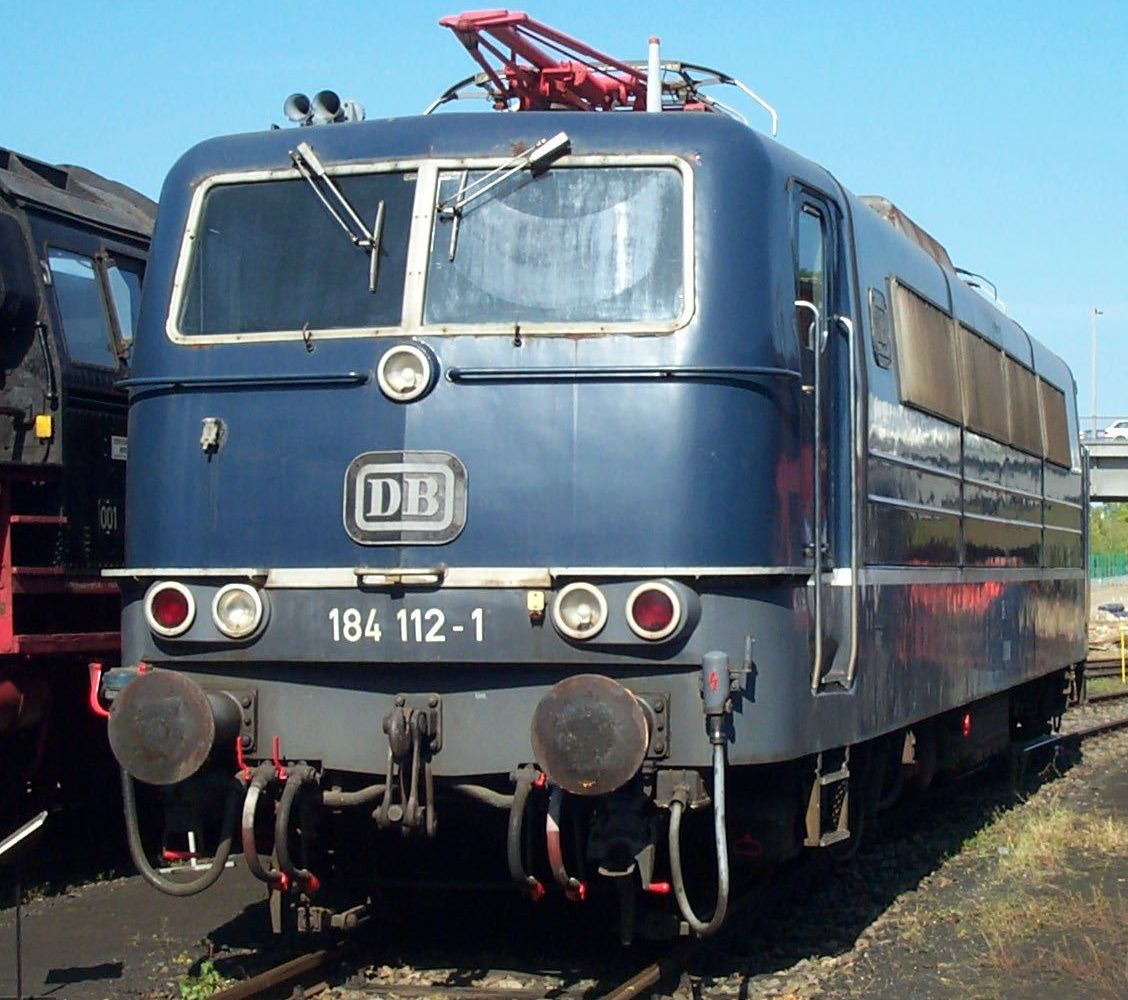
En BR 184 från Deutsche Bundesbahn

Deutsche Bundesbahn var Västtysklands statliga järnvägsbolag, som grundades 7 september 1949. Efter Tysklands återförening slogs det samman med det östtyska Deutsche Reichsbahn och bildade Deutsche Bahn, från den 1 januari 1994.

## Historik
Embryot till Deutsche Bundesbahn skapades ur de delar av den tyska statsjärnvägen Deutsche Reichsbahn, som befann sig inom de västallierades ockupationszoner i Tyskland 1945. Efter sammanslagningen av förvaltningen i de amerikanska och brittiska ockupationszonerna 1946 fick även järnvägen en gemensam organisation. Denna organisation blev 1949 den västtyska järnvägen, efter att även den del som befunnit sig i den franska zonen inordnats. 
Den första stora utmaningen var att återställa järnvägssystemet efter förstörelsen under andra världskriget. Under 1970-talet elektrifierades större delen av järnvägen, och de sista ångloken togs ur bruk.